# Momotombo
Volcán Momotombo är en 1 297 meter hög aktiv stratovulkan i naturreservatet Complejo Volcánico Momotombo Momotombito i Nicaragua. Den ligger vid Xolotlánsjöns västra strand, strax öster om Puerto Momotombo i kommunen La Paz Centro i departementet León. Vulkanen utgör en del av vulkankedjan Los Maribios.

## Utbrott

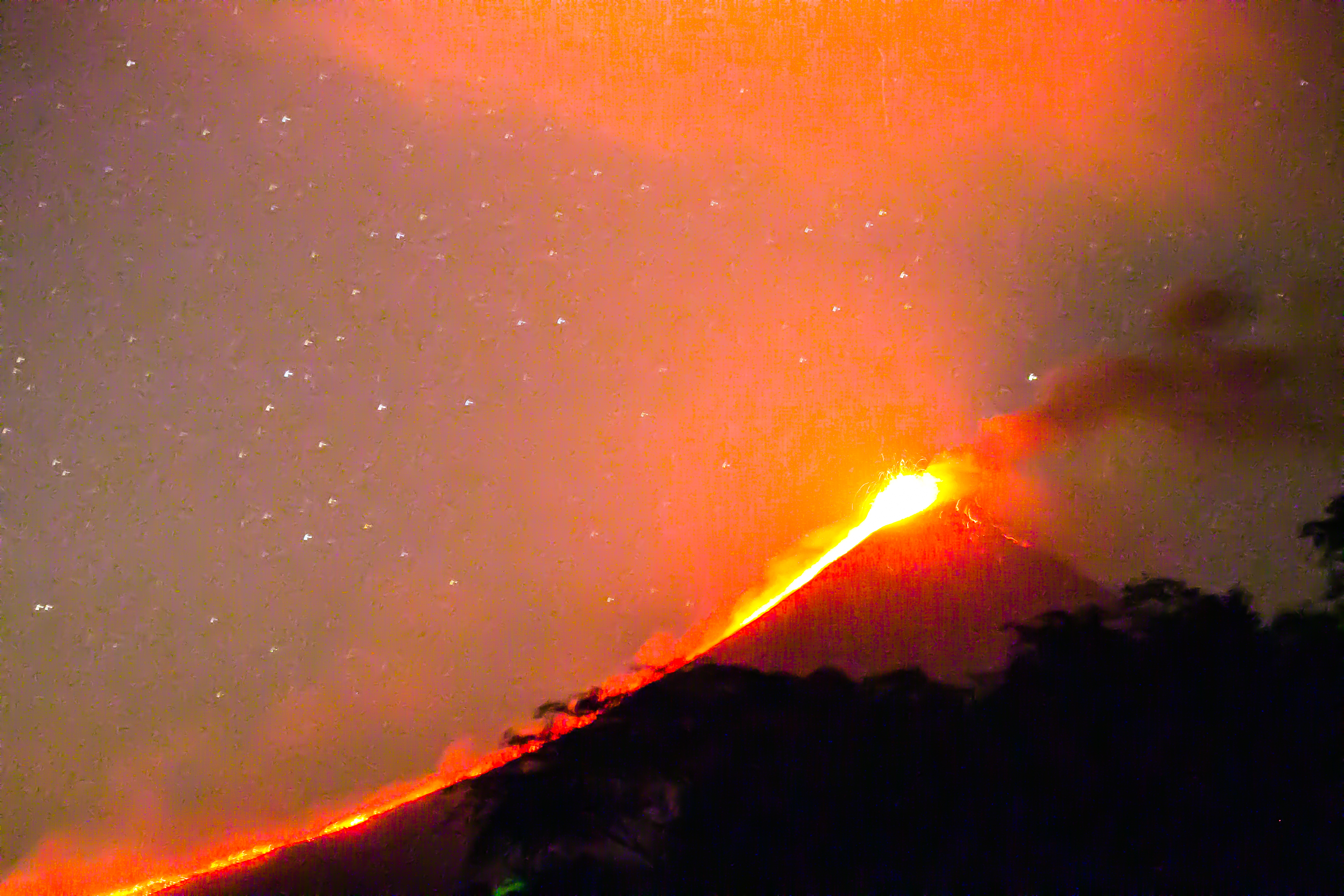
Utbrott 2015

Momotombo hade sitt senaste utbrott mellan den 1 december 2015 och den 3 april 2016, vilket var det första på över ett hundra år. 
Tidigare konfirmerade utbrott under historisk tid skedde 1524, 1578, 1605-06, 1736, 1764, 1849, 1852, 1854, 1858-66, 1870, 1878, 1882, 1886, 1902 och 1905.

## Naturreservat

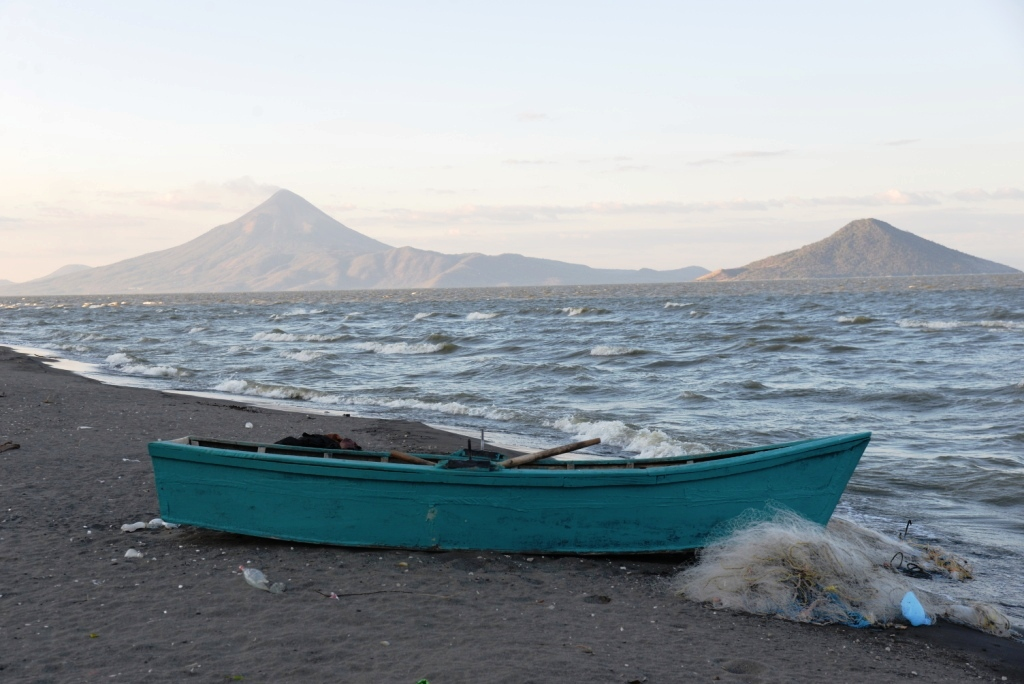
Momotombo och Momotombito

Tillsammans med den mindre grannvulkanen Momotombito (lilla Momotombo) bildar Momotombo ett 85 km2 stort naturrservatet vid namn Reserva natural Complejo Volcánico Momotombo Momotombito. Naturreservatet, som skapades 1983, består av de två vulkanerna, sjöområdet mellan vulkanerna, samt några sjöar och småtoppar väster om Momotombo. Den största av småsjöarna är Laguna Monte Galán.

## Konstverk

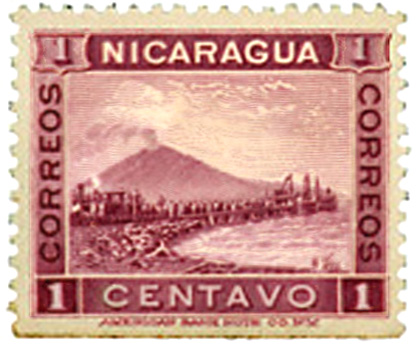
Momotombo bortanför hamnen i Puerto Momotombo

Momotombo är ett populärt motiv för konstverk. Vulkanen har avbildats på flera Nicaraguanska frimärken.

## Bilder från vulkanutbrottet 2015-16
|  |  |  |
|  |  |  |